# Herzogobryum vermiculare
Herzogobryum vermiculare là một loài rêu tản trong họ Gymnomitriaceae. Loài này được (Schiffner) Grolle miêu tả khoa học lần đầu tiên năm 1965.